# Hasan al-Askari
Hasan ibn ʿAlī ibn Muhammad (al-ʿAskarī) (Arabisk: الإمام الحسن بن علي العسكري) (født 844-847 – døde 873-874) var den ellevte imām i den shiitiske tolver-gren.
Hasan al-ʿAskarī fik sit tilnavn fra byen ʿAskar Sāmarrā, men blev født i Medina i 844 eller 847. Hans mor var en umm walad der ifølge forskellige kilder hed Hudayth, Sūsan eller Salīl. Hasan al-ʿAskarī kom til Sāmarrā med sin far i ca. 848 og fortsatte derefter livet i denne by. Selvom han levede et indespærret og meget tilbagetrukket liv, blev han holdt under konstant overvågning i alle seks år af hans imāmat og blev også på et tidspunkt fængslet af den abbasidiske kalif al-Muʿtamid. Han blev ifølge nogle kilder syg d. 25. december 873 og døde syv dage senere, hvorefter han blev begravet i sit hus, ved siden af sin far. Andre kilder hævder dog, at Hasan al-ʿAskarī var blevet forgiftet af al-Muʿtamid.
Hans bāb menes ifølge nogle at være ʿUthmān b. Saʿīd, mens andre mener det var Muhammad ibn Nusayr al-Namīrī.